# Bentley 4½ Litre
De Bentley 4½ Litre is een sportwagen van het Britse automerk Bentley. Deze wagen werd geproduceerd ter vervanging van de Bentley 3 Litre, maar onder het motto " There’s no replacement for displacement". Dit motto werd bedacht door Walter Owen Bentley die een motorische verandering belangrijker vond dan een optische verandering.
Toen de wagen in productie ging in 1927 probeerden merken zoals Bentley, Bugatti en Lorraine-Dietrich om hun wagens af te stemmen op races zoals de 24 uur van Le Mans. Winst in deze race verhoogde de reputatie van een merk drastisch. In 1928 won de 4½ Litre deze race. Naast deze winst boekte de wagen ook een snelheidsrecord op het circuit van Brooklands. De wagen behaalde hier een topsnelheid van 222,03 km/u.
In totaal werden 720 modellen van de 4½ Litre geproduceerd, waarvan 55 met supercharger. Deze werden vaak ook "Bentley Blower" genoemd.

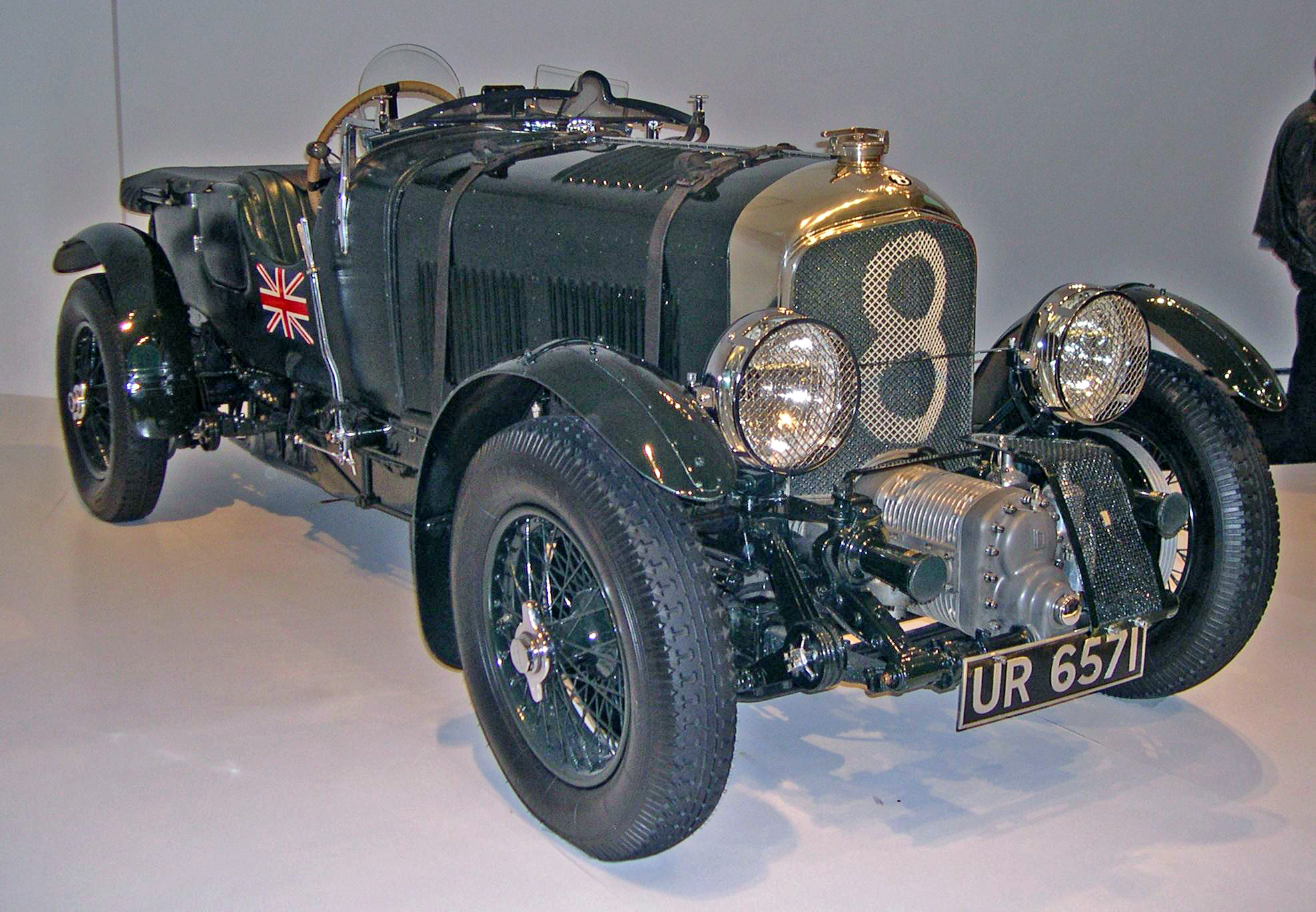
"Blower Bentley met de supercharger voorop goed zichtbaar